# 64-я инженерно-сапёрная бригада (второе формирование)
64-я инженерно-сапёрная бригада (второе формирование)
64-я Отдельная инженерно-сапёрная бригада – формирование (воинская часть) инженерных войск РККА Вооружённых Сил СССР.
По окончании ВОВ полное действительное наименование — 64-я Берлинская Краснознамённая инженерно-сапёрная бригада.

## История
64-я инженерно-саперная была сформирована 05 июня 1944 года на 3-м Украинском фронте в Винницкой обл. (Украина) на базе 19-го гвардейского батальона минеров, 326-го Никопольского, 350-го и 358-го армейских инженерных батальонов. После переформирования указанных батальонов в состав бригады вошли: рота управления, моторизованная инженерно-разведывательная рота, 19-й гвардейский 261-й, 262-й и 270-й инженерно-саперные батальоны, легкопереправочный парк и медико-санитарный взвод. 
Основную деятельность войска 64-й ИСБр проводили с составе 1-го Белорусского фронта (15.06.1944 г. — 09.05.1945 г.), выполняя задания по инженерному обеспечению 8-й гвардейской армии. Сапёры бригады приняли участие в Люблин-Брестской, Варшавско-Познаньской, Восточно-Померанской и Берлинской наступательных операциях. Они обеспечили войска переправами через множество рек, в том числе: Западный Буг, Вислу, Пилицу, Одер, Шпрее. Воины бригады освобождали крупные города Европы, в том числе Люблин, Лодзь, Познань; участвовали во взятии Берлина.

## Состав бригады
На май 1945 года – 
19-й гвардейский Краснознамённый инженерно-сапёрный батальон: майор Суворов Иустин Васильевич (с начала существования батальона – до )
261-й Краснознамённый ордена Александра Невского инженерно-сапёрный батальон: командир – капитан Ватулев Михаил Ануфриевич.
262-й Лодзинский Краснознамённый инженерно-сапёрный батальон: командир – подполковник Василий Парфенович Гильдиков
270-й Никопольский Краснознамённый инженерно-сапёрный батальон: командир – гвардии майор Белостоцкий Сергей Михалович

## Командиры
- подполковник Кузнецов Никифор Иванович (на 27.01.1945)

## Начальники штаба
- подполковник Суворов Иустин Васильевич (февраль 1945 года).

## Начальник Политотдела
- гв. полковник Козаков Пётр Иванович (на 27.01.1945)

## Награды и звания
- Почётное наименование «Берлинский» присвоено приказом Верховного Главнокомандующего № 029 от 13 февраля 1944 года за отличие в боях при освобождении города Никополь.
- Указом Президиума Верховного Совета СССР от 20 апреля 1944 года за образцовое выполнение заданий командования в боях с немецкими захватчиками при освобождении города Одессы и проявленные при этом доблесть и мужество бригада награждена орденом Красного Знамени[1].

## Отличившиеся воины
- Завьялов, Сергей Алексеевич (05.11.1916 — 09.09.1998) — старшина, командир отделения 270-го инженерно-сапёрного батальона, Герой Советского Союза (Указ ПВС СССР от 24 марта 1945 года).
- Козлов, Фёдор Андреевич (1919 — 1971) полковник, командир 270-го инженерно-сапёрного батальона (август 1944 года), Герой Советского Союза (Указ ПВС СССР от 24 марта 1945 года).
- Бачура, Степан Дмитриевич (1917 — 1993 гг.), ефрейтор, сапер-разведчик, командир отделения 262-го инженерно-саперного Краснознаменного батальона (64-я инженерно-саперная бригада, 8-я гвардейская армия, 1-й Белорусский фронт), полный кавалер ордена Славы [2].

## Известные воины
Кауричев, Иван Сергеевич ((1913—2003)) — советский учёный-почвовед, известный теоретик и экспериментатор в области генетического и агрономического почвоведения, доктор сельскохозяйственных наук, гвардии капитан. В годы Великой Отечественной войны служил в 19-м гвардейском отдельном батальоне.